# Rex Orange County

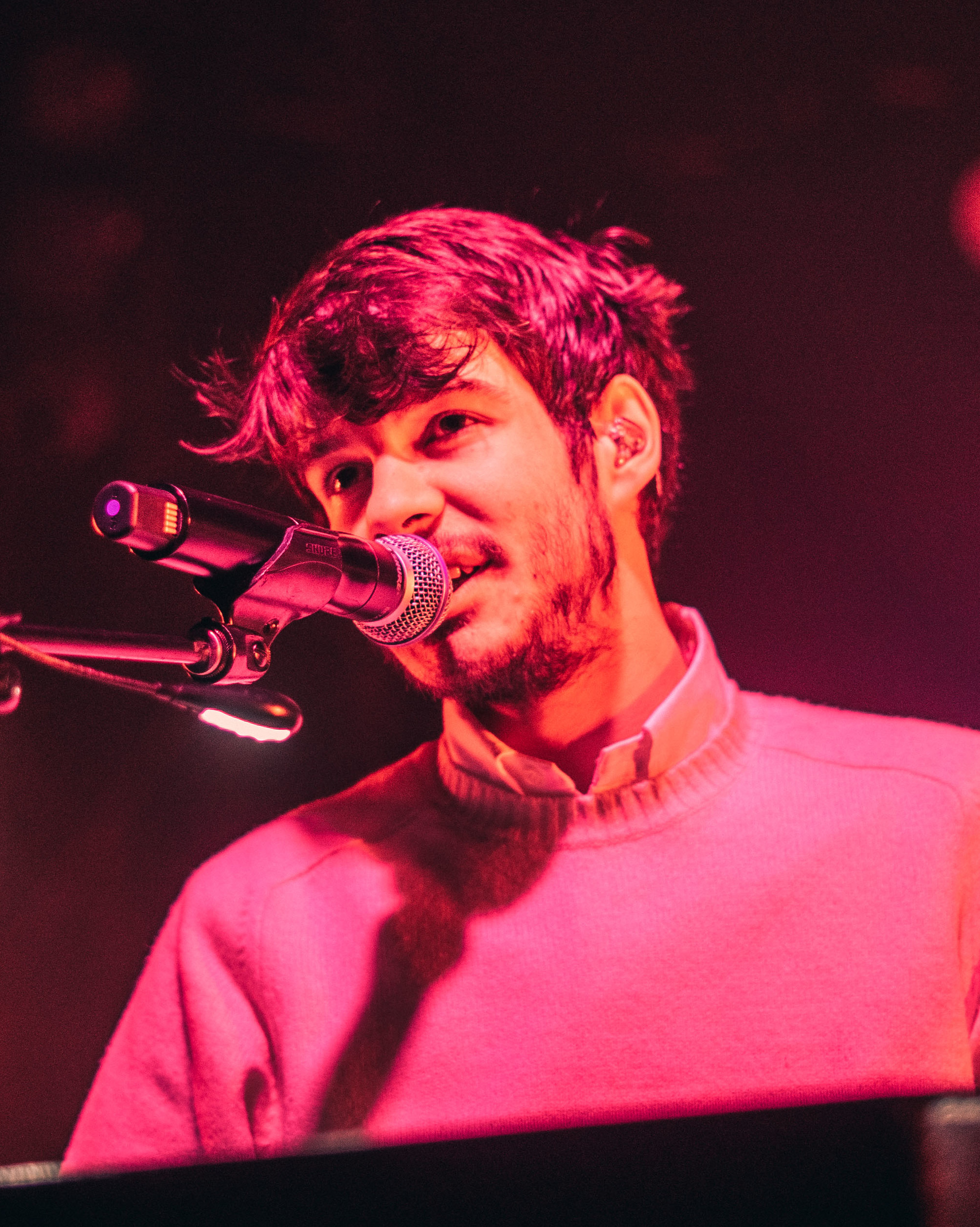
Rex Orange County vào năm 2020

Alexander James O'Connor (sinh ngày 4 tháng 5 năm 1998) thường được biết đến với nghệ danh Rex Orange County là ca sĩ, nhạc sĩ người Anh. Nhà báo Zoë Jones của NPR Music đã miêu tả nhạc của O'Connor giống như "sự pha trộn tươi sáng giữa hip-hop, jazz và lo-fi".
Tự dạy cho mình cách sáng tác nhạc, anh đã sáng tác album đầu tiên mang tên Bcos U Will Never Be Free (2015) miễn phí trên Bandcamp và SoundCloud. O'Connor sau đó đã ra mắt thêm nhiều album qua các năm 2016 và 2017, đặc biệt trong số đó có thể kể đến như "Sunflower" và "Best Friend", sau đó ra thêm album thứ hai, Apricot Princess (2017). Sau khi nhận được sự chú ý từ Tyler, the Creator với album Bcos U Will Never Be Free, họ hợp tác với nhau khi sáng tác hai bài hát trong album Flower Boy (2017) của Tyler, the Creator. Rex Orange County từ đó trở nên nổi tiếng, điều này giúp anh ký được hợp đồng với RCA Records.
Năm 2019, anh ra mắt album thứ ba, Pony, album đầu tiên của O'Connor lọt vào bảng xếp hạng Billboard 200. Album thứ tư của anh, Who Cares? (2022) đã đứng đầu UK Album Chart và đứng thứ năm trên Billboard 200.

## Thời thơ ấu
Alexander James O'Connor sinh ngày 4 tháng 5 năm 1998, có cha là Phil O'Connor và mẹ là Nina O'Connor. Sinh ra và lớn lên tại Grayshott, Anh, O'Connor đã có hứng thú với âm nhạc ngay từ bé. Khi lên 5, anh tham gia dàn hợp xướng với vị trí tay trống ở ngôi trường nơi mẹ anh làm việc. Những năm sau đó, anh tự mình học cách chơi đàn piano. Ngoài ra, anh chia sẻ rằng thời thơ ấu, anh thường nghe những ca khúc của Queen, ABBA, Stevie Wonder và các ban nhạc Mỹ khác như Weezer hay Green Day. Anh coi những nghệ sĩ này và một số người khác là nguồn cảm hứng cốt lõi cho âm nhạc của mình.
Nghệ danh Rex Orange County của anh được dựa trên biệt danh mà một người thầy giáo của O'Connor đã đặt cho anh ấy, "The OC".

## Sự nghiệp

### 2014–2016: Giai đoạn đầu sự nghiệp và albumBcos U Will Never B Free
Ở tuổi 16, O'Connor bắt đầu chơi guitar và tự sáng tác nhạc bằng Logic Pro của Apple. Ở tuổi này, anh cũng bắt đầu theo học tại trường BRIT, nơi mà anh học đánh trống. Việc học tại nơi đây đã giúp O'Connor có cơ hội tiếp xúc rộng rãi với nhiều dự án khác nhau với các học sinh trong trường mà anh cho rằng đã giúp anh tiếp xúc với thể loại âm nhạc mới.
Ngày 4 tháng 9 năm 2015, O'Connor tự phát hành album Bcos U Will Never B Free trên Bandcamp và SoundCloud. Sau khi được nghe album của Rex Orange County, nhạc sĩ người Anh Two Inch Punch đã liên hệ với anh và cung cấp cho anh ấy một đội ngũ quản lý. Hai người sau đó đã tiếp tục hợp tác với nhau trong suốt sự nghiệp của O'Connor với các ca khúc "UNO", "Best Friend" và "Untitled".

### 2017–2018: Nổi lên và albumApricot Princess
Bcos U Will Never B Free cũng thu hút sự chú ý của rapper người Mỹ, Tyler, the Creator. Tyler đã gửi email mô tả sự hứng thú của anh với dự án của O'Connor. Tyler sau đó đã đưa O'Connor bay đến Los Angeles để hai người cùng hợp tác với nhau trong album Flower Boy của Tyler; Rex Orange County đã đồng sáng tác và góp giọng trong hai bài "Boredom" và "Foreword" của album. Ngày 25 tháng 1 năm 2017, O'Connor phát hành đĩa đơn "Best Friend" và sau đó là album Apricot Princess vào cuối năm 2017.
Ngay sau sự thành công của Apricot Princess và Flower Boy, ngày 11 tháng 10 năm 2017, anh hợp tác cùng nhạc sĩ người Hà Lan Benny Sings với đĩa đơn "Loving Is Easy".

### 2019–hiện tại:PonyvàWho Cares?
Ngày 14 tháng 2 năm 2019, O'Connor đã phát hành đĩa đơn "New House". Ngày 12 tháng 9 cùng năm, anh phát hành "10/10", 1 trong 3 đĩa đơn từ album "Pony" được phát hành vào ngày 25 tháng 10 của mình. "Pony" là album đầu tiên của Rex Orange County được phát hành thông qua RCA Records.
Ngày 30 tháng 9 năm 2020, O'Connor đã phát hành đĩa mở rộng bao gồm các bản ghi âm buổi biểu diễn của anh tại Radio City Music Hall ở thành phố New York với tựa đề "Live at Radio City Music Hall". Tháng 10 năm 2020, O'Connor xác nhận rằng anh đang trong quá trình thu âm thứ tư mang tên Who Cares?. Tới ngày 13 tháng 1 năm 2022, Rex Orange County giới thiệu album thông qua việc gửi những tấm postcard chứa một số điện thoại khi được gọi sẽ phát ra một đoạn bài hát trong album. Album Who Cares? chính thức được phát hành vào ngày 11 tháng 3 năm 2022 và nhanh chóng vươn lên đứng đầu UK Albums Chart, xếp trên Imperia của Ghost.

## Đời tư
Năm 2015, O'Connor bắt đầu hẹn hò với ca sĩ, nhạc sĩ người Anh Thea Morgan-Murrell (hay còn được biết đến với nghệ danh Thea) khi họ gặp nhau tại trường BRIT. Họ hợp tác với nhau trong hai bài hát "Sycamore Girl" và "Never Had the Balls"; ngoài ra anh cũng thường xuyên hát về cô trong một số bài hát khác. Vậy nhưng, ngày 24 tháng 11 năm 2020, O'Connor đã xác nhận trên Twitter (nay là X) về việc hai người đã chia tay với dòng tweet "i am not in a relationship" (tạm dịch: tôi đang không trong một mối quan hệ nào).
Ngày 10 tháng 10 năm 2022, O'Connor phải hầu tòa tại tòa án Hoàng gia Southwark với cáo buộc tấn công tình dục một người phụ nữ được cho là xảy ra vào năm 2021. Anh phủ nhận mọi cáo buộc người phụ nữ đưa ra và được tại ngoại sau phiên tòa xét xử vì không đủ bằng chứng kết tội. Một người đại diện của O'Connor đã thay mặt anh nói rằng: "Alex bị sốc trước những cáo buộc và mong muốn được minh oan trước tòa". Vào ngày 22 tháng 12 năm 2022, O'Connor đã đưa ra tuyên bố rằng mọi cáo buộc chống lại anh đều đã bị hủy bỏ. Đoạn CCTV và một đoạn phỏng vấn của cảnh sát với một người bạn của người khiếu nại - người đã ở cùng với người cô vào đêm cô được thẩm vấn - không khớp với lời kể của người khiếu nại, đồng nghĩa với việc vụ án không đáp ứng được yêu cầu pháp lý của Cơ quan Công tố Hoàng gia Anh và điều này tuyên bố O'Connor vô tội.